# GLORIOUS!! -栄光の瞬間-
『GLORIOUS!!』 -栄光の瞬間（とき）-（グロリアス えいこうのとき）は宝塚歌劇団の舞台作品。宙組公演。形式名は「スペシャル･レビュー」。24場。
作・演出は藤井大介。併演作品は宝塚・東京における併演作品は『砂漠の黒薔薇』、全国ツアーは『うたかたの恋』。

## 解説
※『宝塚歌劇100年史（舞台編）』の宝塚大劇場公演参考。
2000年という節目の年に、この100年間に作られた数々の曲の中から、音楽シーンを常にリードしてきたアメリカ合衆国の音楽を振り返り、様々なジャンルの名曲に乗せて、21世紀へ向かうエネルギーを表現したレビュー。アカペラのコーラスが聞こえ、オーケストラがこれに追随する幕開けや、宙組全員がゴスペル風に歌いあげる「栄光の時」など、新しい感覚が盛り込まれた作品。
藤井大介の大劇場における演出家デビュー作品。
大劇場公演は宙組トップスター・姿月あさとの退団公演。

## 公演期間と公演場所
- 2000年1月1日 - 2月8日　宝塚大劇場[1]
- 2000年3月24日 - 5月7日　TAKARAZUKA1000days劇場（東京）[2]
- 2000年6月10日 - 7月2日　全国ツアー[3]

### 全国ツアーの日程
- 6月10日・11日　市川市文化会館[3]
- 6月12日　川口総合文化センター[3]
- 6月14日・15日　よこすか芸術劇場[3]
- 6月17日 - 6月19日　北海道厚生年金会館[3]
- 6月21日　青森市文化会館[3]
- 6月23日・24日　仙台・イズミティ21[3]
- 6月25日　郡山市民文化センター[3]
- 6月27日　長野県県民文化会館[3]
- 6月28日　長野県松本文化会館[3]
- 6月30日　沼津市民文化センター[3]
- 7月1日・2日　静岡市民文化会館[3]

## スタッフ（宝塚・東京）
※氏名の後ろに「宝塚」、「東京」の文字がなければ両劇場共通。
- 作曲[1]・編曲[1]：高橋城/宮原透/鞍富真一
- 音楽指揮：岡田良機[1]
- 振付[1]：羽山紀代美/ケンジ中尾/御織ゆみ乃/若央りさ/飯田聡子
- 装置：新宮有紀[1]
- 衣装：任田幾英[1]
- 照明：勝柴次朗[1]
- 音響：加門清邦[1]
- 小道具：伊集院撤也[1]
- 効果：切江勝[1]
- 演出助手[1]：植田景子/小柳奈穂子
- 音楽助手：木川田新[1]
- 衣装補：河底美由紀[1]
- 舞台進行：西原徳充[1]
- 舞台監督[2]：藤村信一（東京）/宮脇学（東京）/香取克英（東京）/林田勇吾（東京）
- 舞台美術製作：株式会社宝塚舞台[1]
- 演奏：宝塚管弦楽団（宝塚）[1]
- 録音演奏：宝塚管弦楽団（東京）[2]
- 制作：木場健之[1]

## 宝塚における休演者
- 麻生あくら[1]

## 主な配役

### 宝塚・東京
※下記のデータは宝塚・東京共通。
- サッチモ、グレゴリー、アメリカンシンボル、ネオ、アメリカの星、GLORIOUS - 姿月あさと[1]
- リル、ザザ、ロックンロールエイジの女S、ルンナ、淑女S、白い星、グロリアス女S - 花總まり[1]
- オリバー、ディーク・エリントン、ベニー・グッドマン、ロックンロールエイジの男S、ディスティニー、レクイエムの歌手、白い星、グロリアス男S - 和央ようか[1]
- キッド、グレン・ミラー、歌手男、ウエストコーストの男A、ジャネッツ、白い星、グロリアス男S - 湖月わたる[1]
- 友人、歌手男、ジャネッツ - 樹里咲穂[1]
- ヘレン - 月船さらら[1]

### 全国ツアー
- サッチモ、グレゴリー、アメリカンシンボル、レクイエムの歌手、ミレニアム・スター、GLORIOUS - 和央ようか[3]
- リル、ザザ、ロックンロールエイジの女S、ルンナ、淑女S、ジャネッツS、ミレニアム・ガールS、グロリアス女S - 花總まり[3]
- オリバー、ディーク・エリントン、ベニー・グッドマン、グレン・ミラー、ディスティニー、ネオ、ミレニアム・ボーイS、グロリアスの男S - 湖月わたる[3]
- ロックンロールエイジの男S、歌手、ウエストコーストの男A、ジャネッツ歌手 - 朝比奈慶[3]
- ヘレン - 月船さらら[3]